# 瞳孔

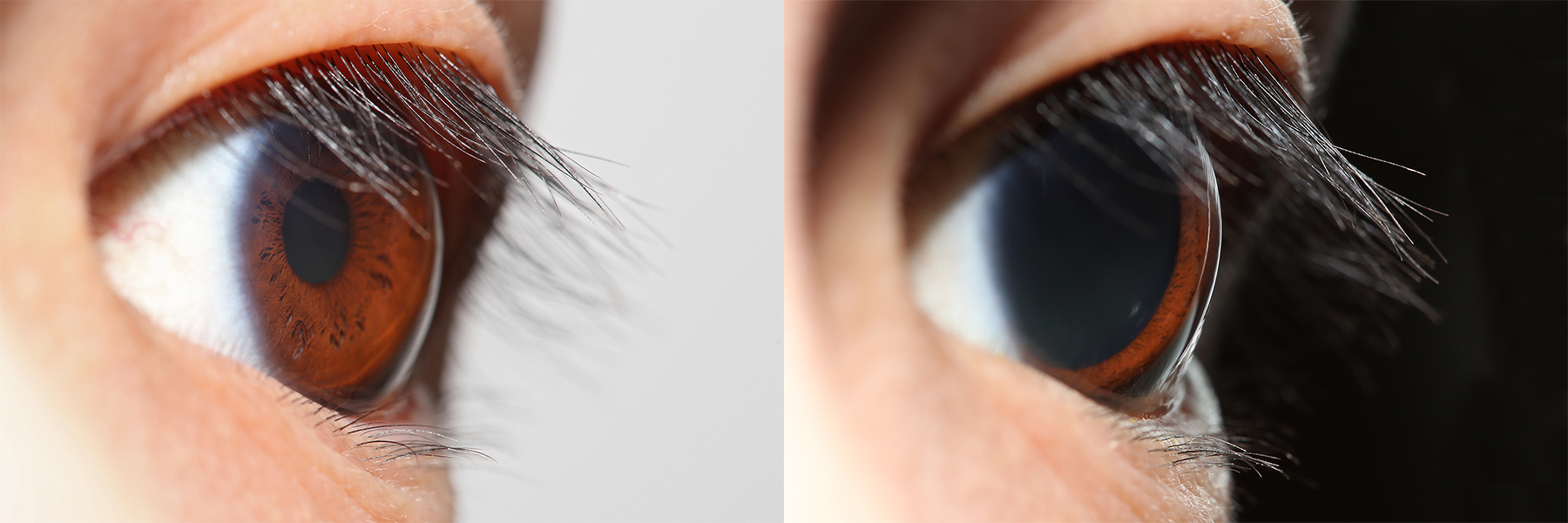
目の瞳孔が収縮したり（縮瞳）、拡張したり（散瞳）することがある。

瞳孔反応

ヒトの眼の模式図

瞳孔（どうこう）または瞳（ひとみ）は、眼の虹彩によって囲まれた孔である。瞳孔は光量に応じて、その径を変化させる。瞳孔径の変化は、網膜に投射する光量の調整に寄与する。

## 瞳孔の構造と肉眼像
瞳孔は虹彩によって周囲を囲まれた孔である。瞳孔は水晶体の前方に位置する。ヒトの瞳孔はほぼ正円形である。正常なヒトでは、両眼の瞳孔の大きさは、ほぼ等しい。
物体側から見た瞳孔の像は、角膜による屈折を受けた瞳孔の虚像である。この像を入射瞳と呼ぶ。入射瞳は実際の瞳孔よりも大きい。瞳孔径を計測するとき、入射瞳の径を瞳孔径として記載することがある。
瞳孔は黒く見える。これは、瞳孔よりも後方にある網膜色素上皮が光を反射しないためである。つまり、網膜色素上皮は光を吸収するため、瞳孔を通じて網膜へ入射した光が反射することはない。

## 瞳孔の機能
ヒトの場合、瞳孔径は2mmから8mm程度の間で変化する。明所では縮瞳が生じ、瞳孔径は小さくなる。暗所では散瞳が生じ、瞳孔径は大きくなる。
瞳孔径の変化は、網膜に投射する光量の調整に寄与する。このことは、カメラの絞りに類似する。
瞳孔径は網膜像の質に影響する。瞳孔径が大きいと、収差により網膜像は劣化する。瞳孔径が小さいと、回折により網膜像は劣化する。このことは小絞りボケに類似する。瞳孔径が小さいほど、焦点深度は大きい。つまり、物体側での被写界深度は大きくなる。

## 瞳孔径の調整
副交感神経系は瞳孔括約筋をコリン性に興奮させることで、縮瞳を生じる。交感神経系は瞳孔散大筋をアドレナリン性に興奮させることで、散瞳を生じる。ただし、瞳孔散大筋のコリン性の抑制が報告されている。また、瞳孔括約筋のα受容体を介した興奮とβ受容体を介した抑制が報告されている。
散瞳は交感神経系の作用による。散瞳に関連する交感神経中枢は視床または視床下部にあるとされる。中枢からの線維は、脊髄(C8-T1)の毛様体脊髄中枢に達する。その後、上頚神経節で節後ニューロンへ乗り換え、瞳孔散大筋を支配する。
散瞳は眼瞼裂の拡大とともに生じうる。
縮瞳は副交感神経系の作用による。網膜からの光刺激による求心性情報は、視蓋前域のPON(pretectal olivary nucleus)へと伝えられる。PONニューロンはエディンガー・ウェストファル核(EW核)に投射する。EW核からの遠心性線維は副交感神経性の節前線維である。節前線維は動眼神経とともに走行する。その後、動眼神経の下枝とともに走行して、毛様体神経節へ至る。その後、節後線維となり、瞳孔括約筋へ至る。

## 動物の瞳孔
瞳孔の性質および形状は動物種によって異なる。
ヒトを含む哺乳類および両生類では、虹彩は平滑筋である。他方、爬虫類の大部分と鳥類では、虹彩は横紋筋である。ワニは、双方の種類の虹彩を持つ。
瞳孔の形状は、動物種によって異なる。ヒトなどは円形の瞳孔を持つ。ネコ、ワニなどは、垂直のスリット型瞳孔を持つ。ヤギなどは水平のスリット型瞳孔を持つ。
さまざまな動物種が、異なる形状の瞳孔を持つことは、進化的な意義があると考えられる。スリット状の瞳孔は、夜行性動物に多いとされる。また、スリット状の瞳孔は、円形の瞳孔よりも短時間で閉じることができるとされる。そのため、スリット状の瞳孔は、夜行性動物が昼間の強い光をさえぎるために進化した、と考えられてきた。ただし、その他の説明も提案されている。たとえば、Malmström and Kröger (2006)は、スリット状の瞳孔は多焦点の眼光学系を持つ動物のみが持つことを根拠として、スリット状の瞳孔は多焦点の眼光学系における色収差の軽減に寄与している、としている。

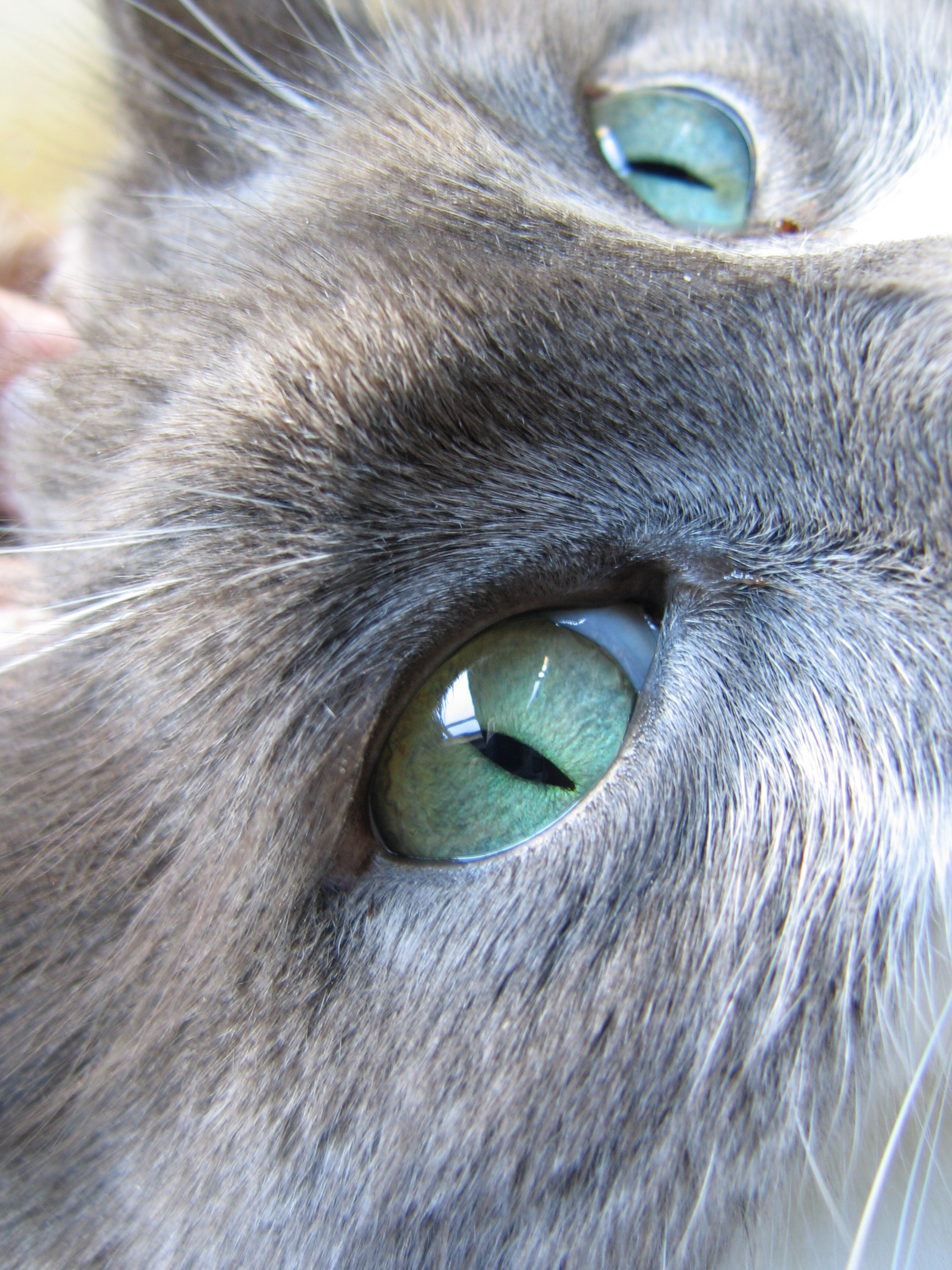
ネコの瞳孔は垂直のスリット状である。
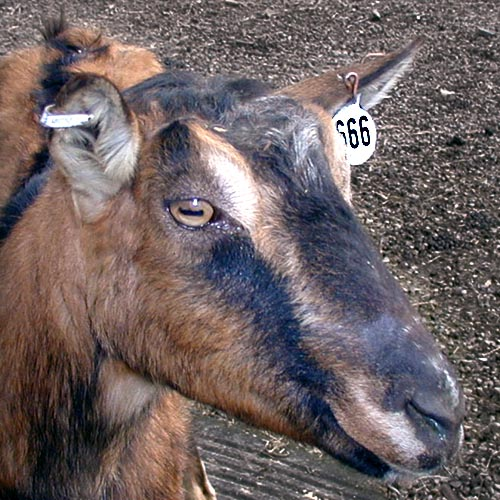
ヒツジやヤギの瞳孔は、水平でほとんど長円の形である。